# SolidEdge
Solid Edge é um software CAD (computer-aided design), 3D paramétrico recurso de modelagem sólida. Ele roda em Microsoft Windows e oferece modelagem sólida em 3D, a montagem de modelagem e elaboração de funcionalidades para mecânica.

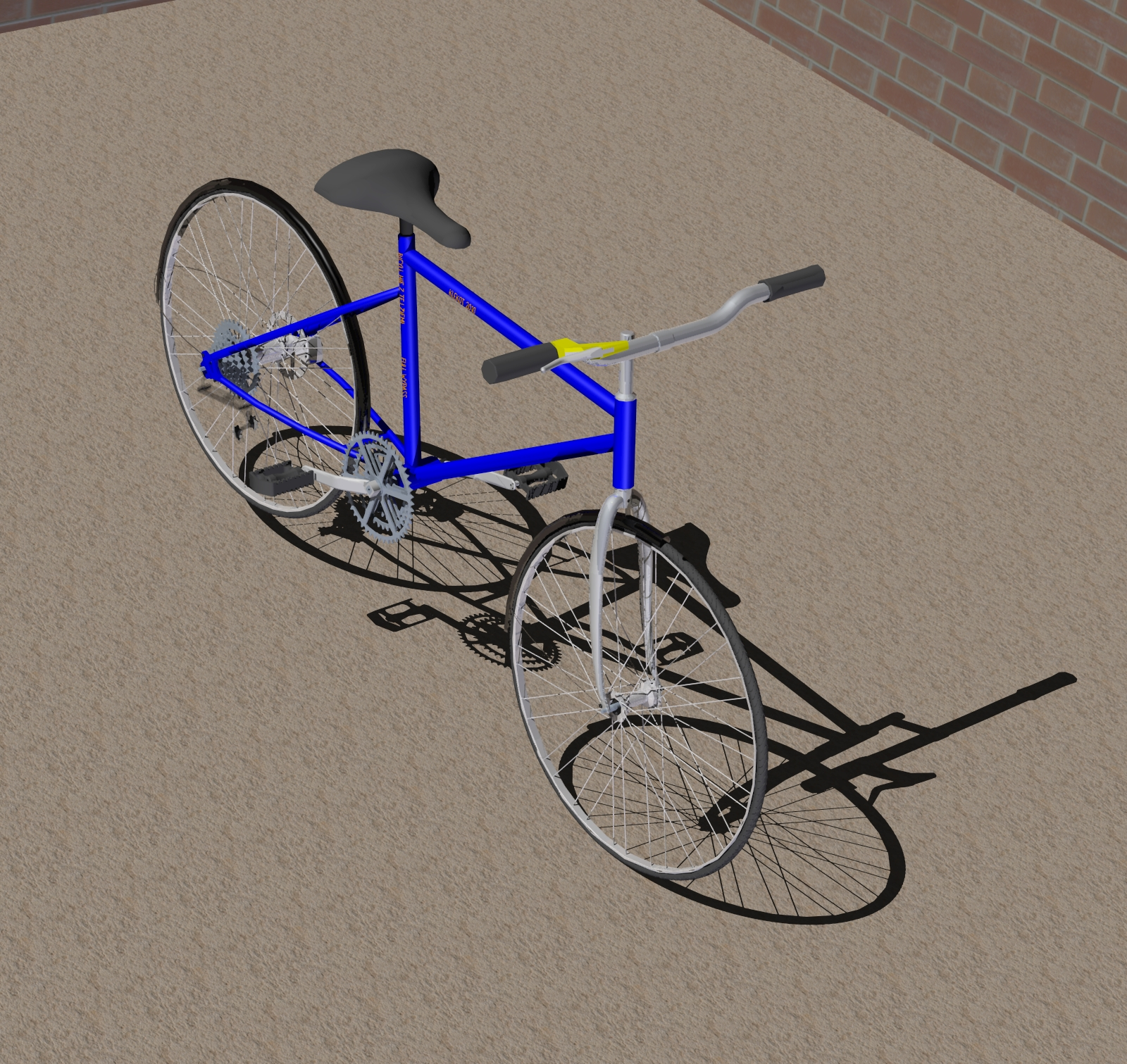
Desenho de uma bicicleta projetada no SolidEdge.

Através de aplicações de terceiros que tem links para muitos outros Produtos Lifecycle Management (PLM) tecnologias. Originalmente desenvolvido e liberação pela Intergraph, em 1996, usando a ACIS kernel modelagem geométrica que mais tarde passou a usar o Parasolid kernel. Em 1998 foi adquirido e desenvolvido pela UGS Corp (a data de compra corresponde à substituição do kernel).
Em 2007, a UGS foi adquirido pela Divisão de Automação e Acionamentos da Siemens AG. UGS empresa foi rebatizada Siemens PLM Software em 01 de outubro de 2007. Desde setembro 2006 a Siemens também oferece uma versão gratuita chamada Solid Edge 2D desenho 2D.

## Versões
O Solid Edge V1 foi lançado primeiramente em 1995. Em Outubro de 1997 o ambiente de Chapa Metálica foi introduzido com o V3.5. A UGS Corp mudou do kernel ACIS para o kernel Parasolid em 1998 com a versão V5. Em 2004, foram introduzidas ferramentas para trabalhar com superfícies ao mesmo tempo que era lançado o módulo para projeto de moldes, o Solid Edge Mold Tooling. O Solid Edge com a revolucionária Synchronous Technology, da Siemens, foi lançado em 2008. Atualmente o Solid Edge está na versão ST10.

## Ambientes
Existem 5 ambientes de edição de peças no Solid Edge atualmente, são eles: Peça, Desenho 2D, Montagem, Solda, e Chapa Metálica.

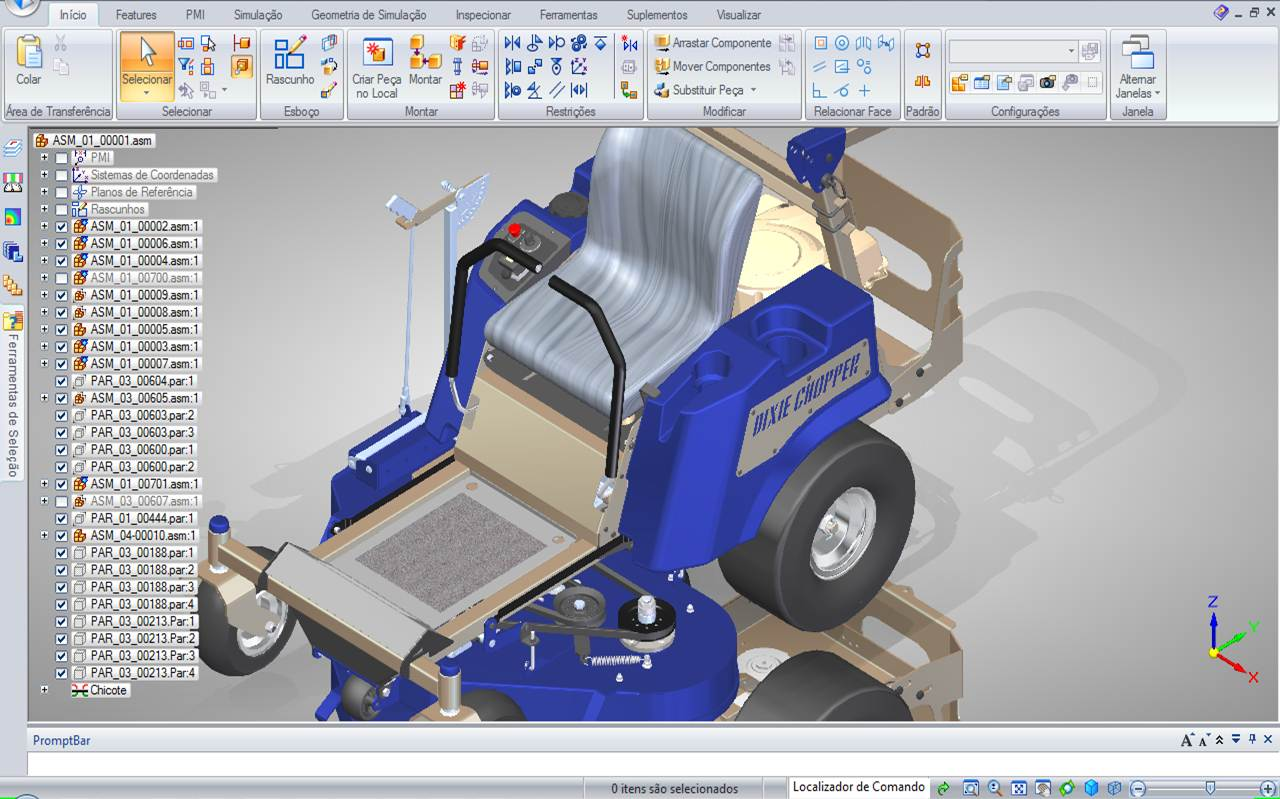
Ambiente do Solid Edge

## Modelamento

### Ordenado
O modelamento Ordenado tem um processo de criação que começa com um feature de base controlado por um sketch 2D, que originará um modelo 3D. Cada features está diretamente ligada ao feature criado anteriormente. Quando editando, o usuário pode voltar para a feature base para criar relações de montagem de peça. Tanto no modo Ordenado quanto no Síncrono, o Solid Edge oferece trabalho controlado e que não afetará o modo de trabalho, o Solid Edge está sempre indicando relações e mostrando as possibilidades de criação para o usuário, o que permite que o usuário não erre e não perca tempo de criação de suas peças.

### Direto
O modelamento Direto com features, permite o usuário mudar a geometria/topologia da peça sem ser impossibilitado por um modelo nativo já existente, ou um modelo importado sem histórico de desenho, que não permitiria a edição do mesmo. Isso é muito útil para se trabalhar com modelos importados ou modelos nativos complexos. O modelamento Direto está disponível tanto no Ordenado como no Síncronos. Se você usá-lo no modo Ordenado, a edição feito no Ordenado ficará atrelada a árvore, assim como qualquer outro feature do modo Ordenado.

### Síncrono
O software combina modelamento direto com dimensões alteráveis (possibilidade paramétrica de features e resoluções síncrona) que se chama "Tecnologia Síncrona". Relações paramétrica podem ser aplicada diretamente ao sólido sem que o modelo 3D dependa do sketch 2D (linhas de esboço) da geometria e as relações comuns paramétricas são aplicadas automaticamente.
Diferentemente de outros sistemas de modelagem, o Síncronos não necessita do típico sistema de modelamento baseado na história de criação, ao invés disso, criam dimensões que carregam informações sobre a geometria de peça, parâmetros e regras de criação usando um motor de decisão e permissão, permitindo os usuários aplicar mudanças cabíveis.
A última versão, ST6, permite suporte para criação de Chapa Metálica e também dobras, curvas e várias outras possibilidades para peças em chapa metálica.
A Tecnologia Síncrona foi integrada ao Solid Edge e outros softwares Siemens, assim como o NX, como a principal forma de criação e edição criada pela tecnologia do Parasolid.
Hoje o Solid Edge vem crescendo e se tornando um dos principais CAD´s do mercado, com a melhor tecnologia, tempo de criação e resposta a importações e criações de peças.

### Montagem
Uma montagem é feita através de peças individuais conectadas por restrições de fixação, assim como os features de montagem. O Solid Edge consegue criar montagens grandes, com uma capacidade de mais de 100.000 peças em uma única montagem.

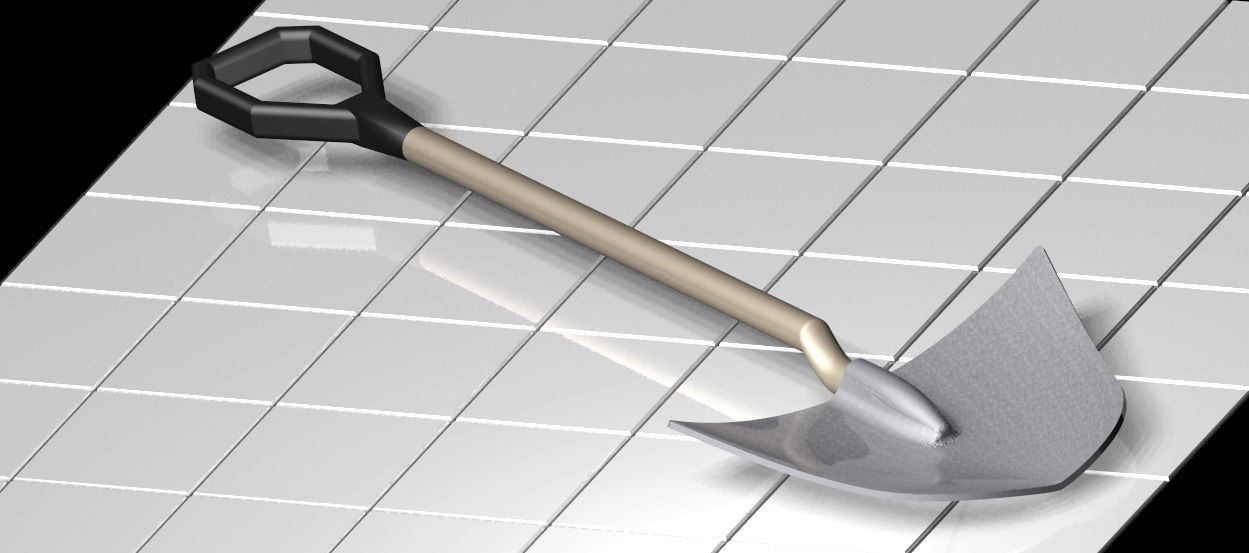
Pá criada no Solid Edge